# Храм Різдва Пресвятої Богородиці (Перемога)
Церква Різдва Пресвятої Богородиці — чинна церква, пам'ятка української дерев'яної архітектури XIX століття, розташована в селі Перемога Броварського району Київської області. Парафія Різдва Пресвятої Богородиці належить до Баришівського благочиння Православної церкви України. Збудована у 1892 році, хоча до цього існувала старіша церква з такою ж назвою, згадки про яку відомі принаймні з середини XVII століття.

## Історія
До побудови сучасної церкви в Ядлівці (яка з 1945 року має назву Перемога) існували старіші з такою самою назвою, про що збереглися свідчення сирійського мандрівника Павла Алепського в його книзі-щоденнику «Подорож патріарха Макарія». Він відвідав Ядлівку, подорожуючи з антіохійським патріархом Макарієм 11 (21) липня 1654 року та згадав «прекрасну церкву Різдва Богородиці».
Сучасна дерев'яна церква Різдва Богородиці була збудована на пожертви громади села Ядлівка у 1892 році. До 1930-х років церква була п'ятиверхою та мала двоярусну дзвіницю над притвором.
У 1934 році церкву було закрито для богослужінь, верхню  частину зруйновано (зокрема, втрачено дзвіницю), а саму церкву перебудовано для господарських потреб. У різний час тут розташовувалися школа та клуб.
Під час Другої світової війни Ядлівка була повністю спалена, і єдиною спорудою, яка вціліла в пожежі, була саме церква. Тому пізніше біля неї за проектом художника Володимира Сергійовича Тітуленка було встановлено пам'ятний хрест-подяку селян Богові за відродження села від попелу.
У 1992 році будівля була передана церковній громаді Перемоги, богослужіння було відновлено.
21 січня 2019 року парафіяльна громада вирішила долучитись до Православної церкви України.

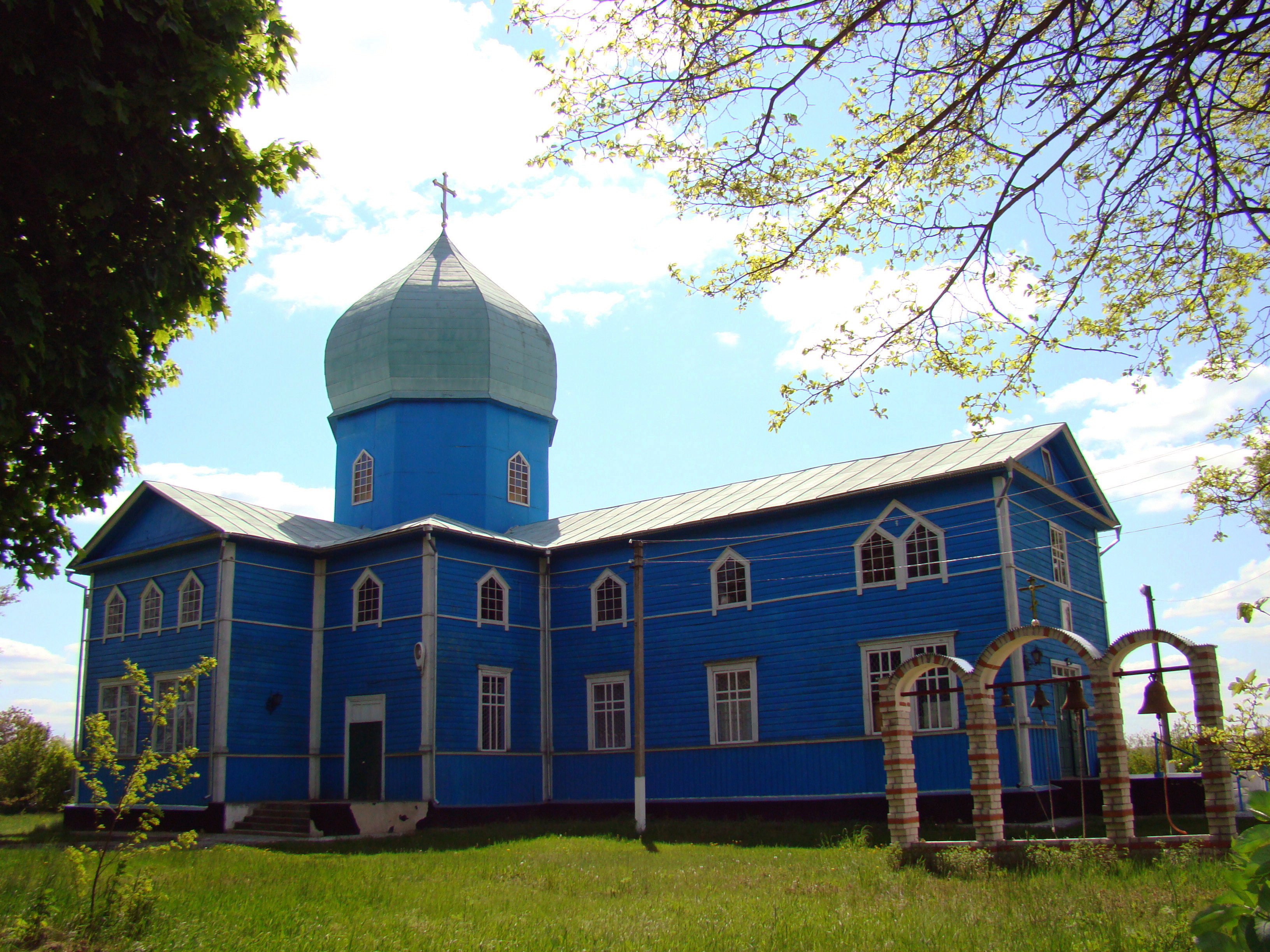
Вид на церкву (травень 2008)
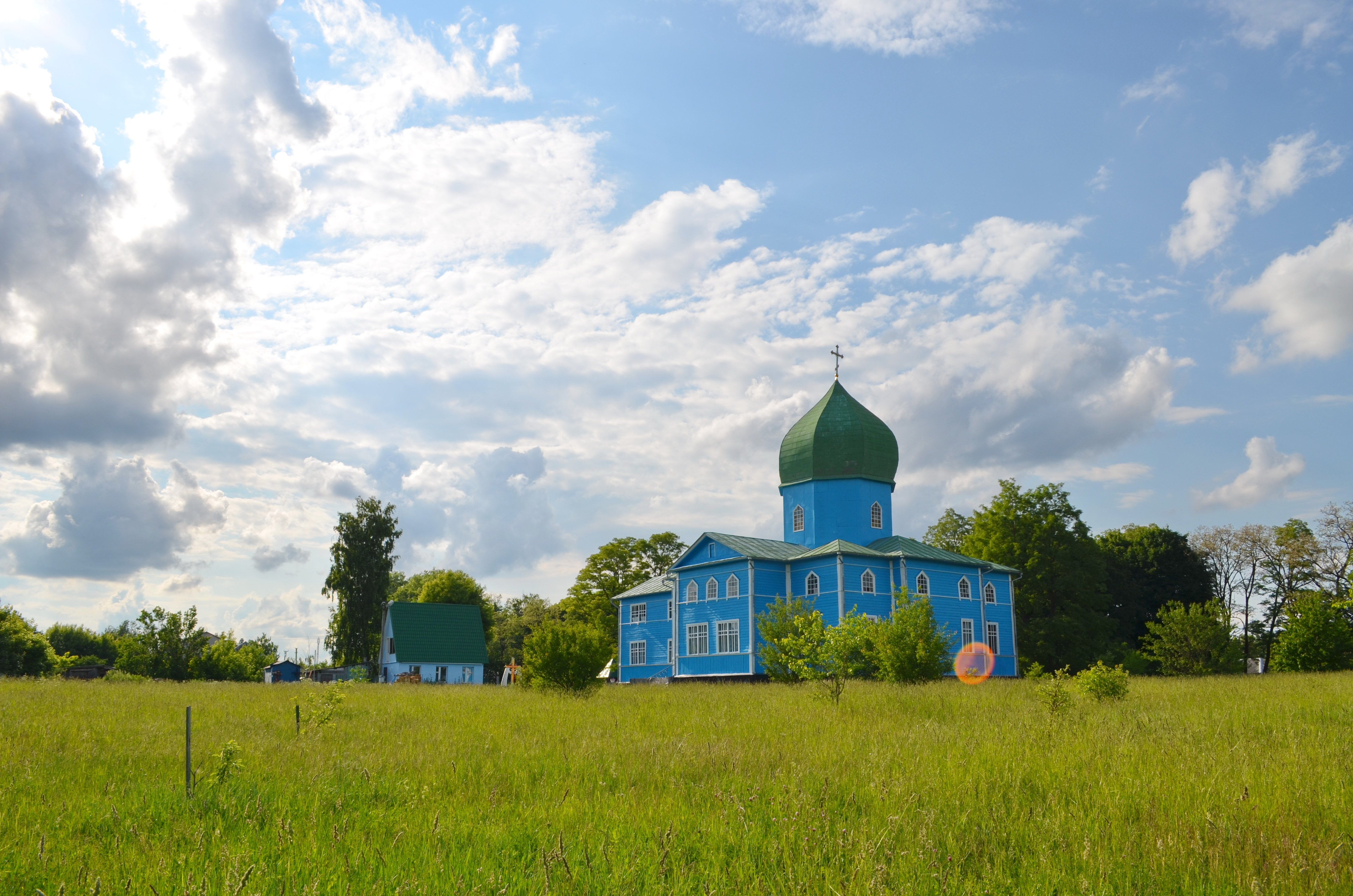
Церква та її подвір'я (травень 2013)
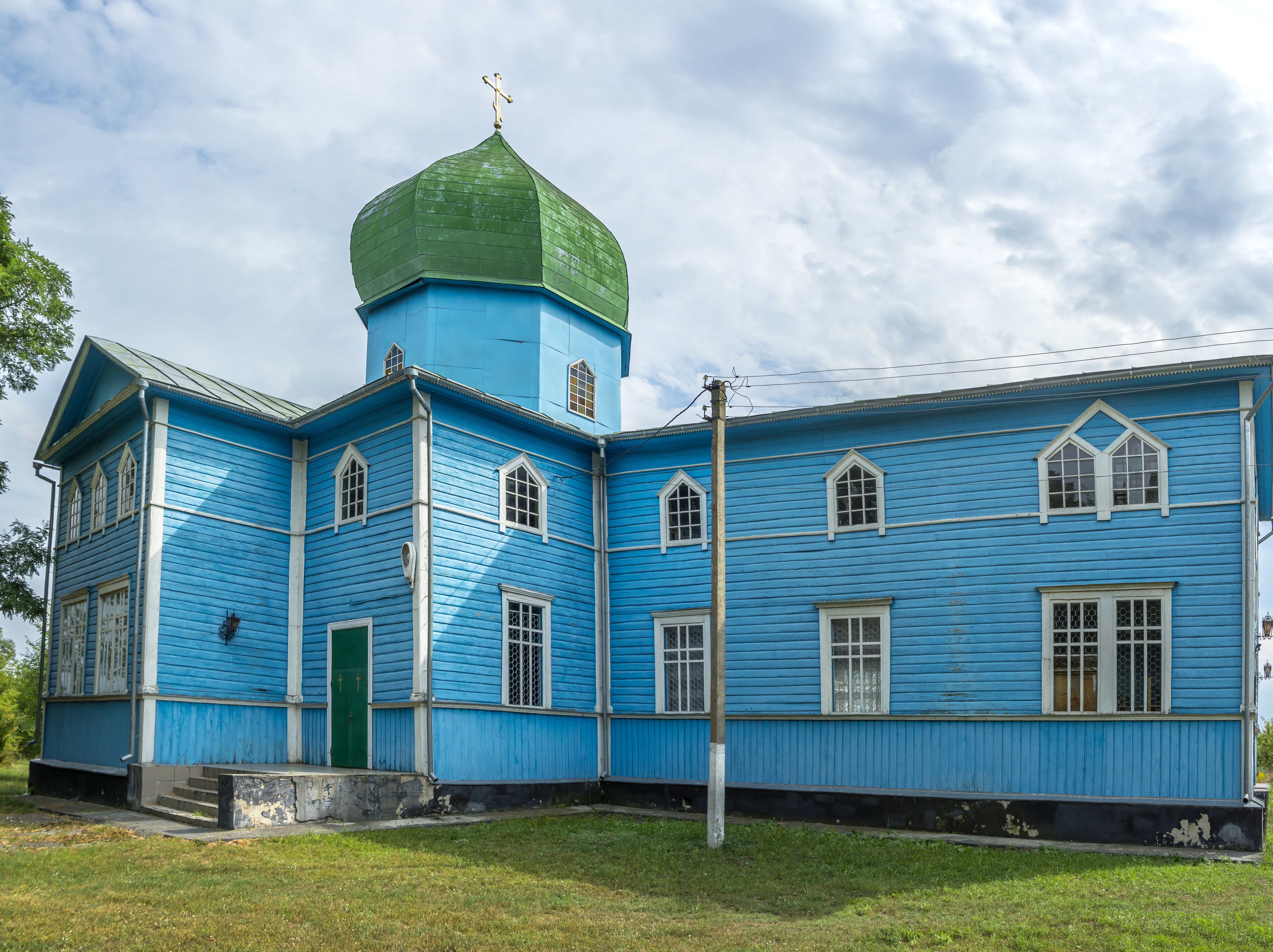
Вид зблизька (серпень 2020)
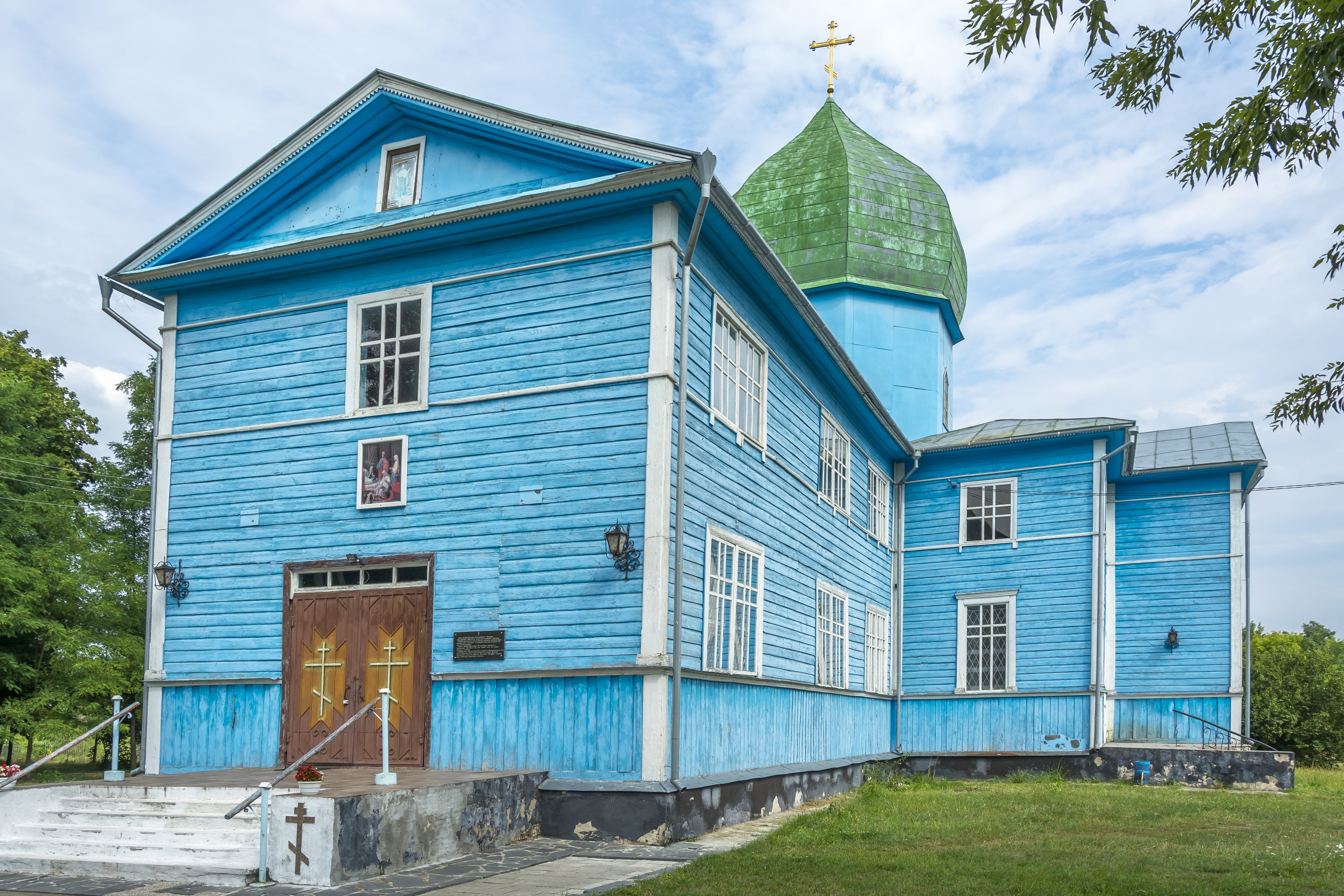
Вид зблизька (серпень 2020)
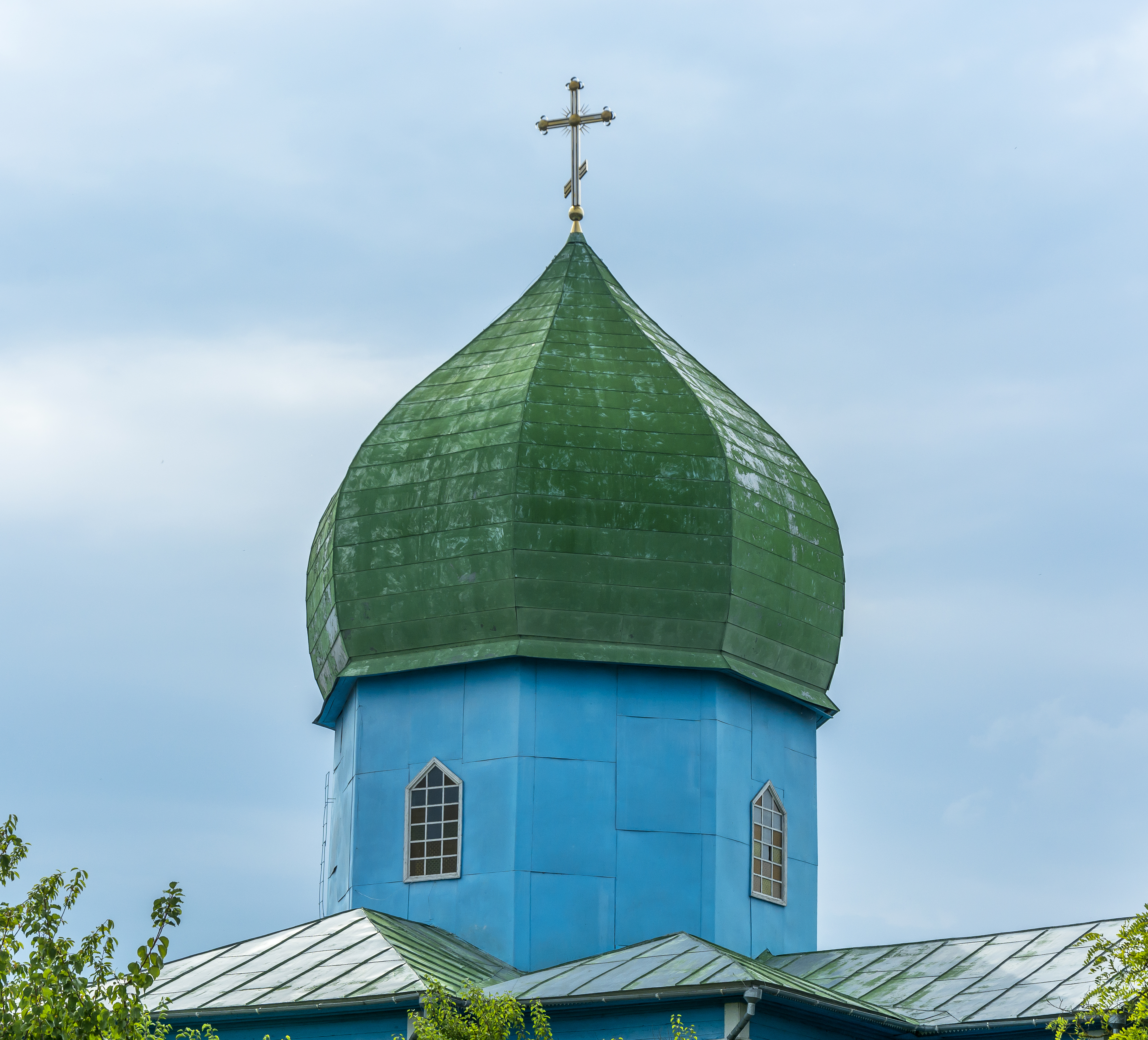
Купол (серпень 2020)

5 березня 2022 року храм зруйнувала російська ракета.

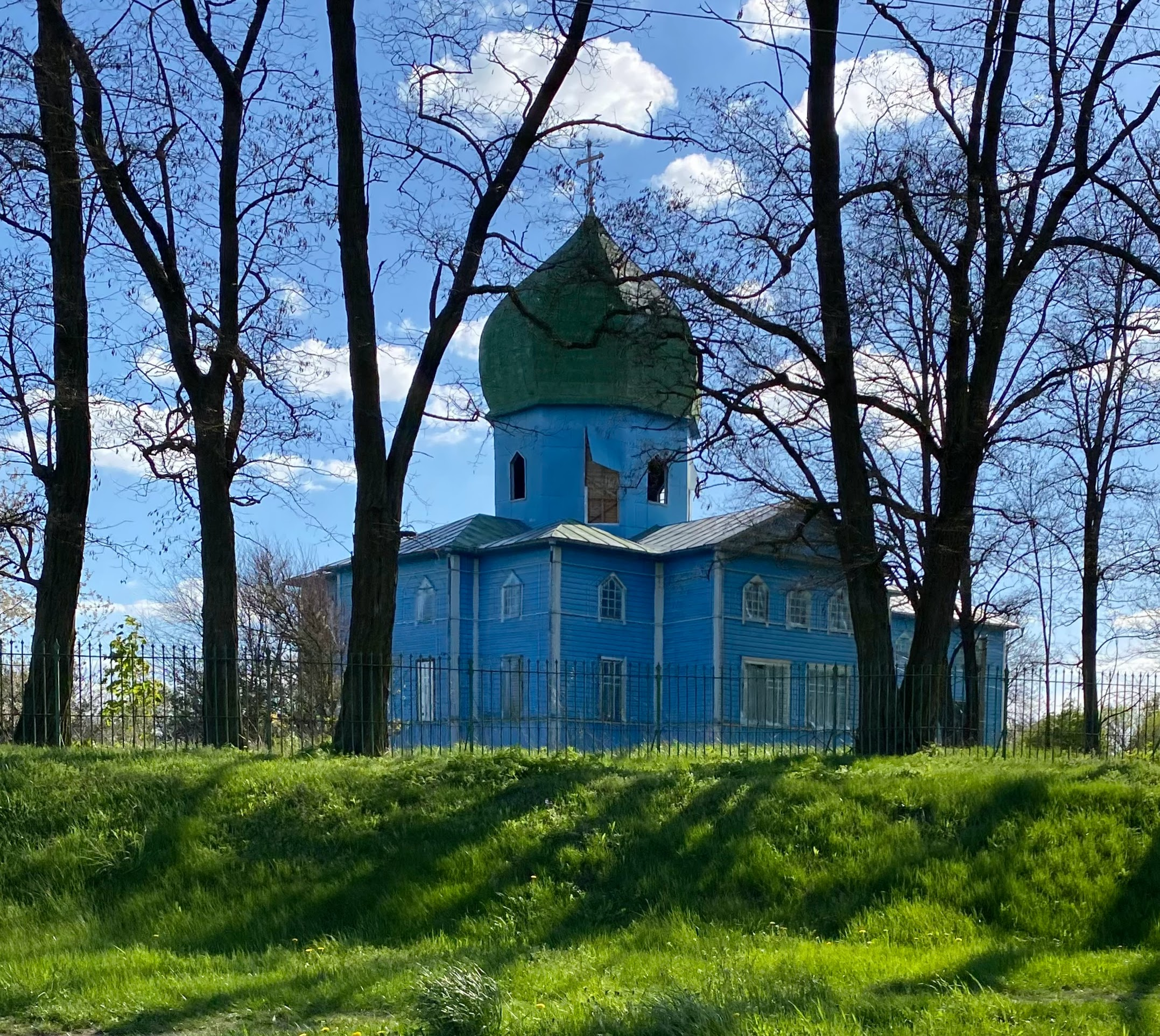
Загальний вигляд (квітень 2023)
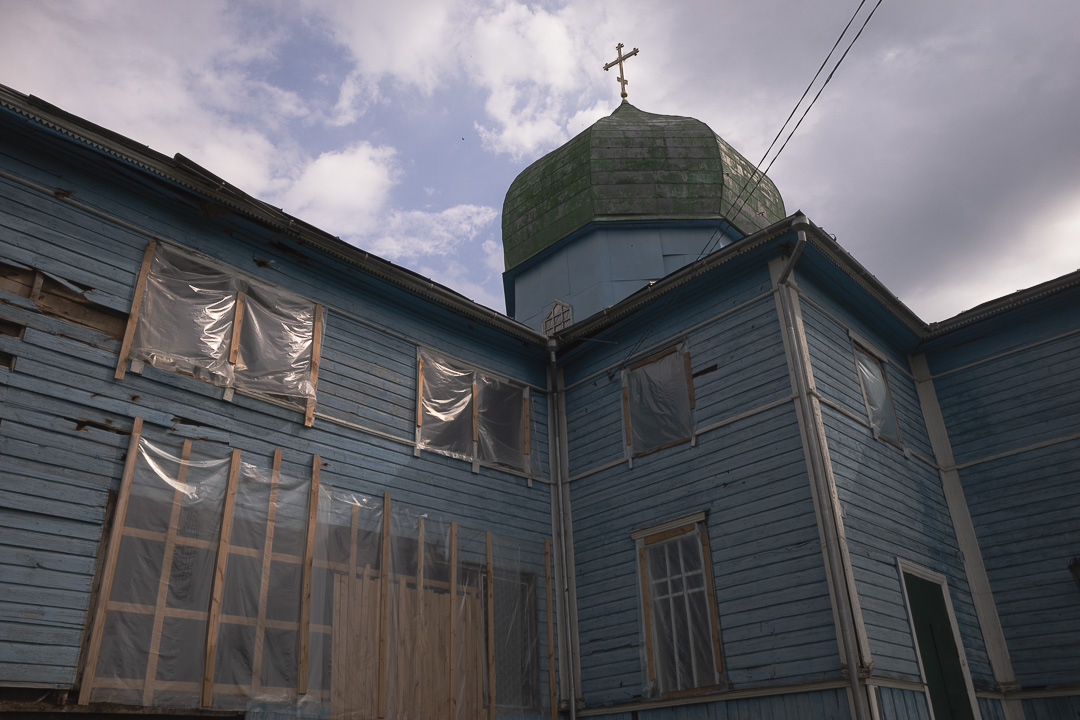
Закриті вікна
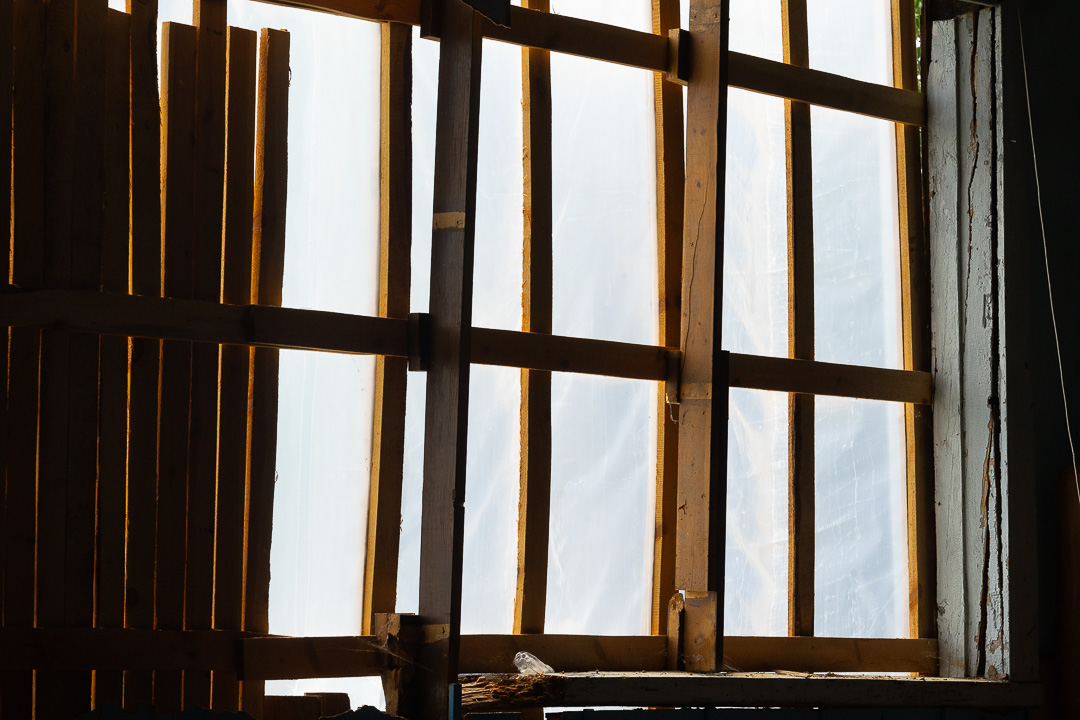
Вікна зсередини (серпень 2022)
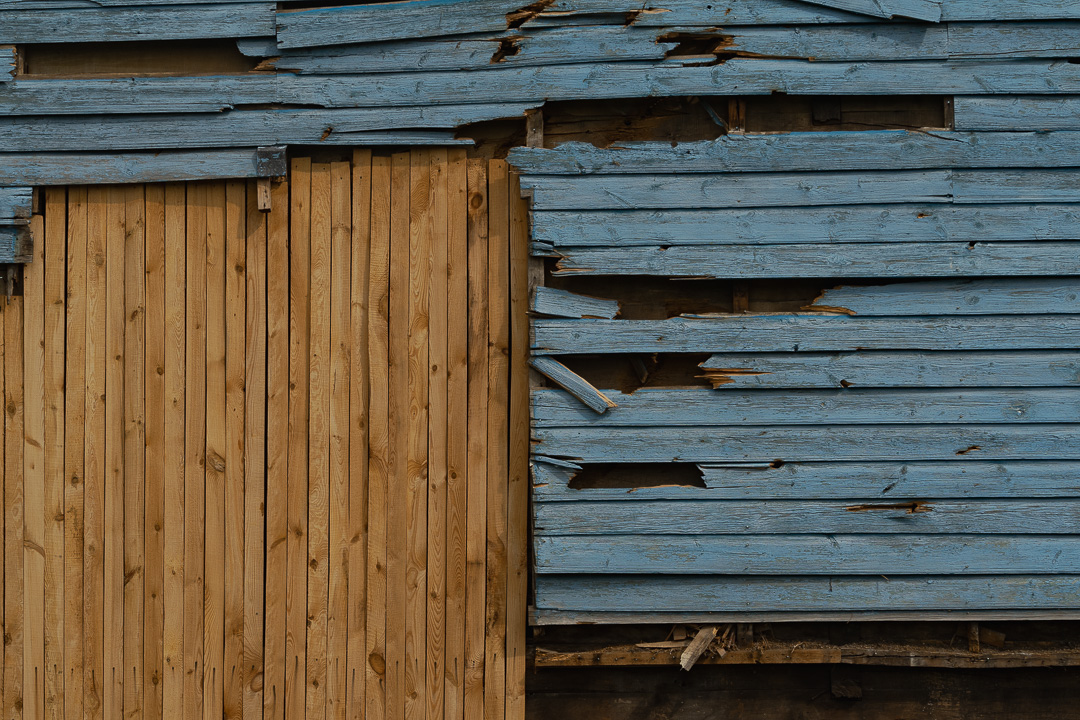
Стіни (серпень 2022)
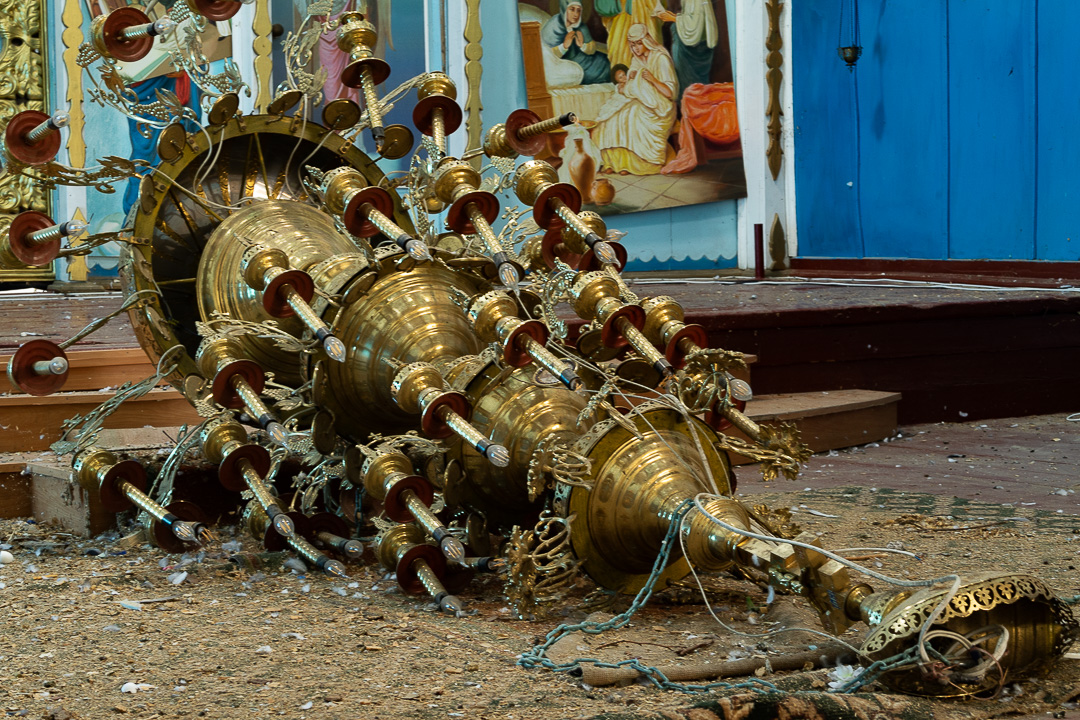
Всередині (серпень 2022)